# Estado Sucre
Sucre es uno de los veintitrés Estados que, junto con el Distrito Capital y las Dependencias Federales, forman la República Bolivariana de Venezuela. Su capital es Cumaná. Está ubicado en la región nororiental del país limitando al norte con el Mar Caribe (océano Atlántico) y el estado Nueva Esparta, al este con el Golfo de Paria, al sur con Monagas, al suroeste con Anzoátegui y al oeste con el Golfo de Cariaco. Está compuesto por 15 municipios divididos en 57 parroquias. Debe su nombre al Gran Mariscal de Ayacucho Antonio José de Sucre.

## Historia
Este Estado venezolano tiene una gran importancia histórica, debido a que fue la primera tierra venezolana que tocó el navegante genovés, Cristóbal Colón. Este, impresionado por el verdor de la flora, las costas y el agua cristalina de sus playas, llamó al lugar “Tierra de Gracia”.
La capital del Estado es Cumaná, la cual fue fundada por Gonzalo de Ocampo en el año 1521, aunque desde 1515 misioneros franciscanos empezaron a poblarla. En 1530 esta se vio azotada por un terremoto, por lo que tuvo que ser reconstruida. El 2 de julio de 1591 el rey Felipe II de España concedió a Cumaná el título de ciudad.
En 1639, aparecen conflictos en el Valle de Cumanacoa, ya que el conocido conquistador Juan de Urpín, incorpora Cumanacoa al territorio de su efímera Gobernación de Nueva Barcelona y obtiene autorización para fundar allí una colonia. El 18 de febrero de 1643 fundaba la colonia y le daba el nombre de Santa María de Cumanacoa. Tiempo más tarde la tribu Cumanagoto toma la colonia y la desaparece sin dejar rastro de ella.
En el Año 1700 por mandato de su Majestad Felipe V envía al Capitán Pedro Antonio Arias y González Manso a resolver el conflicto del Valle. Se inicia una lucha armada con la tribu indígena Cumanagotos, que mantenían el control del Valle. Posicionando sus navíos en Carúpano, se inició el Asedio hasta el Valle de Cumanacoa, un conflicto que duró dos años que acabó por restablecer el orden y la recuperación de todas las tierras por parte del Imperio Español, con la rendición de las tribus indígenas de la comarca y en especial la de los cumanagotos, con  lo que la comarca del Valle queda bajo el control del capitán Pedro Antonio Arias y González Manso.
El Rey Felipe V, complacido por este servicio al Imperio Español, le envía órdenes Reales para que se establezca en el Valle de forma permanente con poderes especiales de Gobernabilidad, Justicia y Comercio y sea un territorio que no se encuentre sujeto al Gobernador de la Provincia de Nueva Andalucía y Nueva Barcelona así como su nombramiento como Señorío de San Baltazar de los Arias. En 1705 el capitán Pedro Antonio Arias y González Manso funda la comarca del Valle con el nombre San Baltazar de los Arias, que se conservará hasta los días de mandato de la dictadura del general Juan Vicente Gómez. 
En 1726, la Provincia de Cumaná estaba integrada por Cumaná, Guayana, Barcelona, Maturín y la isla de Trinidad. Esta organización fue desintegrándose al convertirse Guayana y Barcelona en provincias independientes. En el año de 1777, se creó la Capitanía General de Venezuela, formada por siete provincias, entre las cuales se encontraba Cumaná.
Después de los acontecimientos de Caracas en abril de 1810, entraron a Cumaná comisionados, se llamó a una reunión para establecer una Junta Provisional que asumió el gobierno de la Provincia. Al momento de disolverse la Gran Colombia y José Antonio Páez asumir la presidencia de Venezuela, el país se dividió en 11 provincias, una de ellas fue Cumaná. En 1853, un terremoto destruyó nuevamente gran parte de la ciudad. 
En 1891 se crea el llamado Gran Estado Bermúdez, hasta 1898, cuando finalmente adopta la denominación de "Estado Sucre". En 1901 se crea el Estado Sucre separado de Maturín y en 1904 se vuelve a integrar al Estado Bermúdez, ya para 1909 se trazan definitivamente los límites de los Estados Sucre y Monagas como dos entidades separadas.

## Geografía
El Estado Sucre está ubicado al oriente de Venezuela. Limita al norte con el mar Caribe, al sur con los Estados Monagas y Anzoátegui, al oriente (Este) con el Golfo de Paria y al poniente (Oeste) con el Golfo de Cariaco. El nombre de este Estado Venezolano, se debe en homenaje al héroe de la independencia el Gran Mariscal Antonio José de Sucre, quien naciera en la ciudad de Cumaná, que es la actual capital del Estado.

### División político-territorial
El Estado Sucre está dividido en 15 municipios y 56
 parroquias.
| Municipios de Sucre |
| --- |
| Mar Caribe Océano Atlántico Nueva Esparta Anzoátegui Monagas Andrés Eloy · Blanco Andrés · Mata Arismendi Bermúdez Benítez Bolívar Cajigal Acosta Libertador Mariño Mejía Montes Ribero Sucre Valdez |

### Hidrografía
Algunos de los ríos más importantes del Estado Sucre son los siguientes:
Ríos Neverí (117 km.), que atraviesa la ciudad de Barcelona, Mochima y Manzanares, este último de 81 km. y que pasa por la ciudad capital de Cumaná. Todos ellos desembocan en el Mar Caribe.
- En el Golfo de Cariaco, vierte sus aguas uno de los principales ríos del Estado, el Carinicuao o Cariaco que tiene 173 km de longitud. De menor importancia, pero también de la misma cuenca son el Cautaro, Tunantal, Guaracayal, Compondrón, San Pedro y Marigüitar.

- En la cuenca del Mar Caribe, desembocan ríos de menor importancia como el Chaure, el Caribe, el Unare y el Cumaná.

- Por último, luego de recorrer 173 km, el río San Juan deposita sus aguas en el Golfo de Paria (marcando límite con el estado Monagas), al igual que el Irapa, Aruca, Güiria, Guiramo, Grande, Manacal y Yoco.[2]

### Relieve
El relieve del Estado Sucre está formado especialmente por paisajes montañosos, con algunos valles poco extensos. La serranía del Turimiquire, al suroeste, muestra un relieve rudo, con fuertes pendientes y alturas que alcanzan los 2500 metros, mientras que el sistema montañoso de la Península de Paria se caracteriza por presentar colinas de menor elevación. El litoral sucrense, esencialmente hacia la parte occidental, tiene todas las características de una costa de hundimiento, profunda, acantilados y escasa formación de playas. Por el contrario, hacia el sureste de la entidad, en el Golfo de Paria, las tierras son muy planas, con pendientes inferiores al 1% y con un drenaje insuficiente, lo cual las ha convertido en llanuras cenagosas.

### Vegetación
La vegetación del Estado Sucre es xerófila en las zonas costeras y de montaña en las zonas rurales ubicadas en la cordillera de la Costa, también podemos encontrar plantas y árboles playeros caribeños, como el cocotero y los árboles de cacao. También se puede encontrar el roble, declarado árbol del Estado.

### Clima
En la zona del litoral occidental se observa un tipo de clima semiárido registrándose en Cumaná 24-26 °C de temperatura media anual con una pluviosidad de 375 mm. Como zona representativa de clima fuerte en cuanto a condiciones de sequía y aridez se encuentra la Península de Araya. En la faja paralela meridional se observa transicionalmente un clima tropical lluvioso de sabana, que se extiende hasta la zona de la vertiente litoral al mar Caribe. En Carúpano se observan temperaturas medias de 26-35 °C y precipitaciones cambiantes de 524-1.046 mm. En el golfo de Paria la media de pluviosidad anual aumenta entre 1200 a más de 2.000 mm. Con clima boscoso. En la zona de la serranía del Interior se registra una sección en donde prevalece el clima tropical de altura.

## Ciudades más pobladas
Ciudades más pobladas
. Cumaná 470 848 habitantes
. Carúpano 170 052 habitantes
Ciudades con menos de 100 mil habitantes
. Cariaco 63 930 habitantes

## Demografía

### Centros poblados
Las principales poblaciones del Estado Sucre son las siguientes:

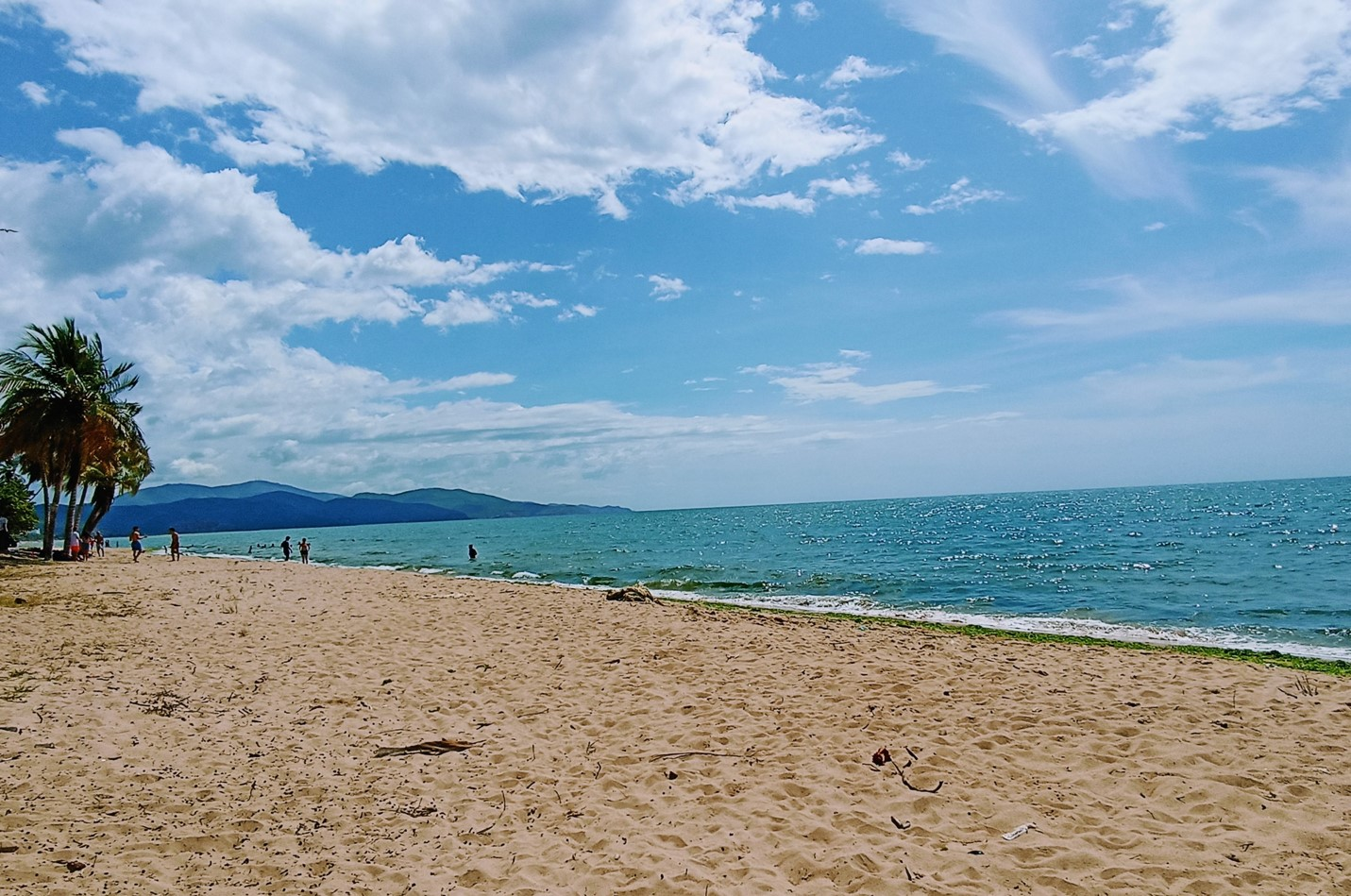
Playa San Luis. Cumaná, estado Sucre

- Playa San Luis. Cumaná, estado SucreCumaná: Cumaná es la ciudad capital y sede de los poderes públicos del estado, muy famosa por sus playas, pero también es importante históricamente por ser el lugar de nacimiento del gran Mariscal de Ayacucho, el prócer independentista Antonio José de Sucre; además de ser reconocida por su antigüedad y múltiples sitios históricos presentes como el Castillo de San Antonio de la Eminencia, el Castillo Santa María de la Cabeza, el Fuerte Santa Ana, la Catedral Metropolitana Sagrado Corazón Eucarístico de Jesús, El Monumento, la Iglesia concatedral de Santa Inés, el río Manzanares, que divide a la ciudad en dos partes y es uno de los tesoros más antiguos que posee este gran sitio poblacional, entre otras gran variedad de lugares que hacen de Cumaná la Primogénita del Continente Americano, con una estupenda historia desde la era colonial hasta nuestros tiempos.

- Carúpano: Fue el primer puerto de América con el Viejo Continente en tener cable submarino el cual aún se mantiene en la casa del cable (hoy en día la Fundación Prosperi), así como también su casco histórico que todavía se conserva alrededor del templo Catedral Santa Rosa de Lima y su majestuoso carnaval turístico de Venezuela. Su rica cultura lo hace emblemático,  y por sus playas, un lugar de descanso para los visitantes.

- Güiria: Es un puerto y lugar turístico importante para la población sucrense, turística y económicamente. En sus costas se descubrió una de las reservas de gas más importantes del mundo.

- Cariaco: Este centro poblado es excelente para descansar, comer y además es un puerto turístico y económico.

- Araya: Araya se ubica en el Estado Sucre, en la península homónima, es una excelente zona para el turismo, por eso es una de las poblaciones preferidas de este estado, playas de arena blanca y pobladores muy amables.

- Otras poblaciones: Cumanacoa, San Antonio del Golfo, Irapa, Tunapuy, Yaguaraparo, Marigüitar, El Pilar, Río Caribe, San José de Areocuar, Santa María de Cariaco, Los Altos de Santa María  y Casanay.

División Municipal de Sucre.

Mapa Político Vial del Estado Sucre

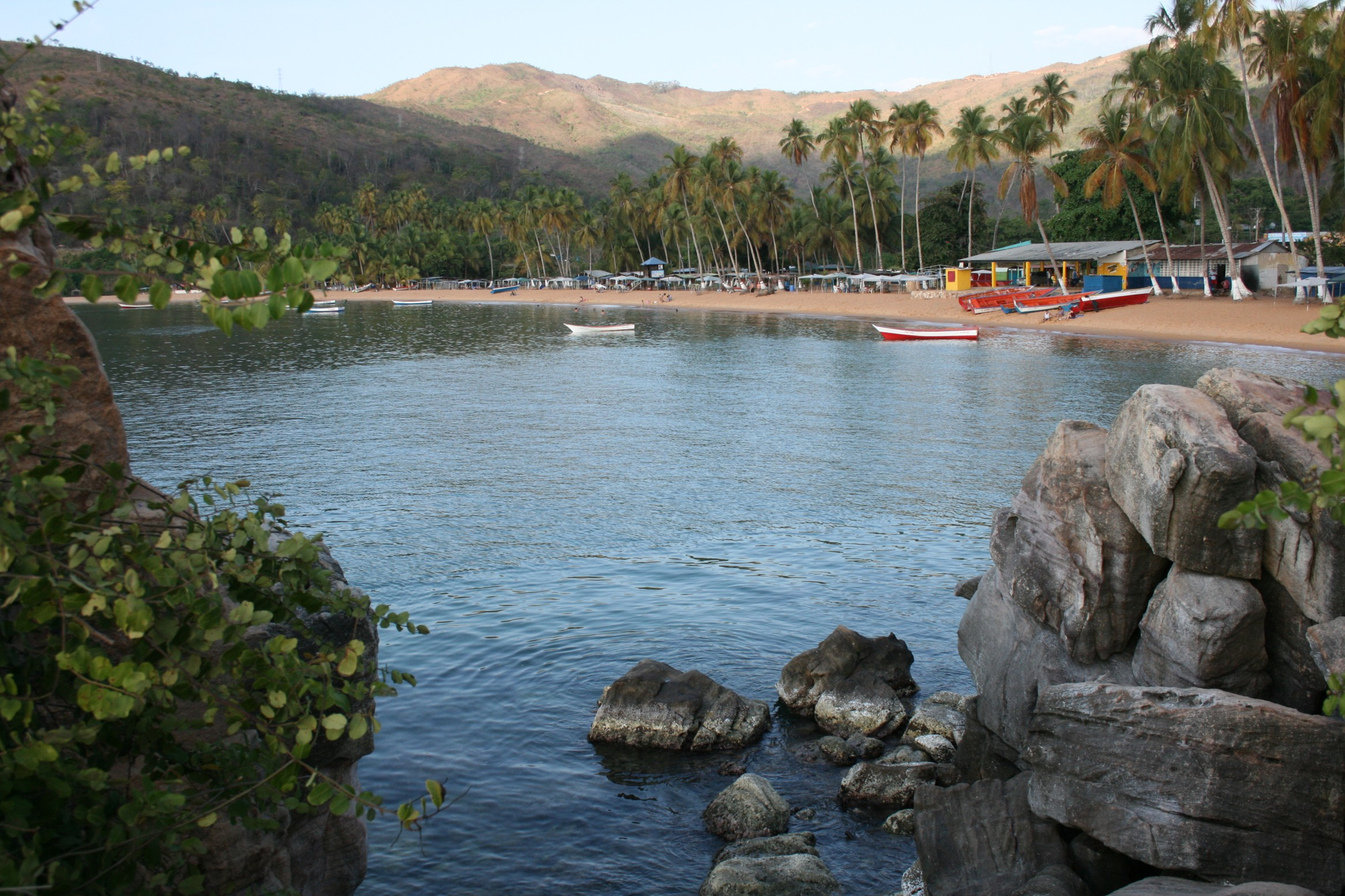
Vista de Playa Colorada.

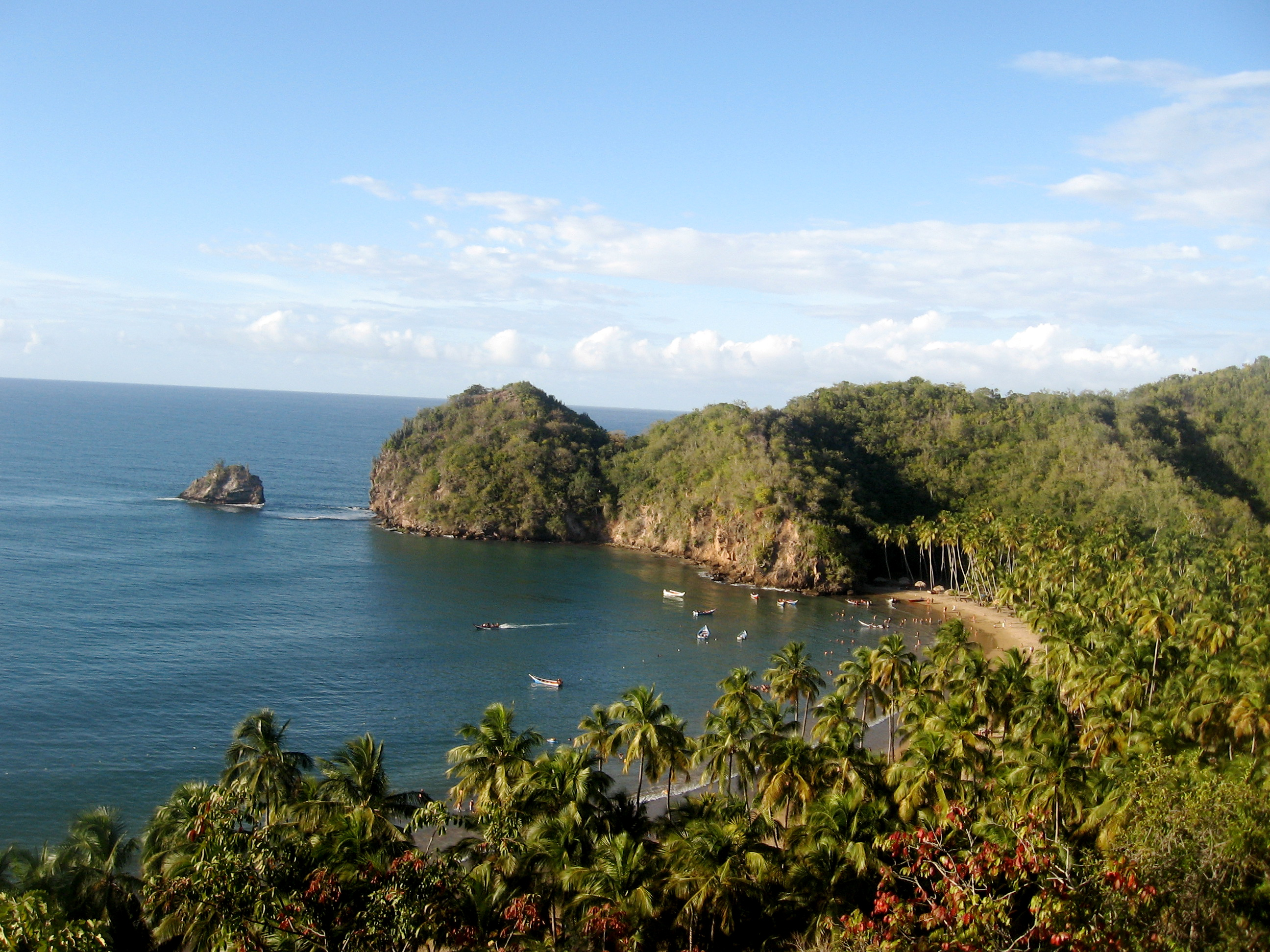
Playa Medina.

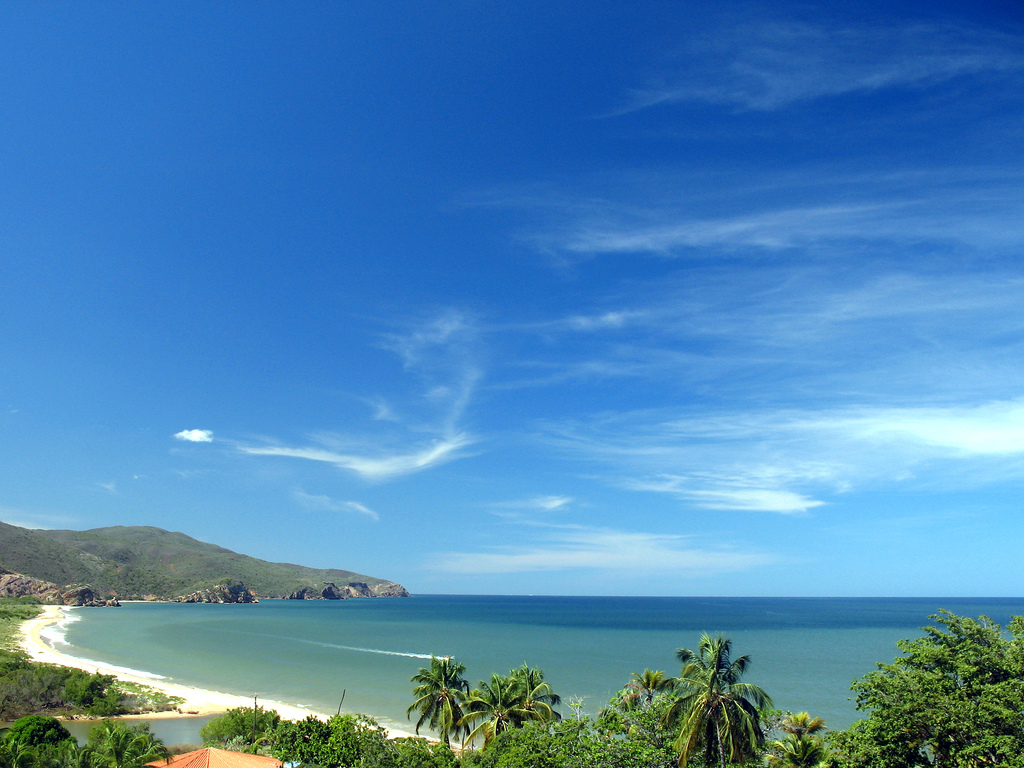
Playa de Cumaná.

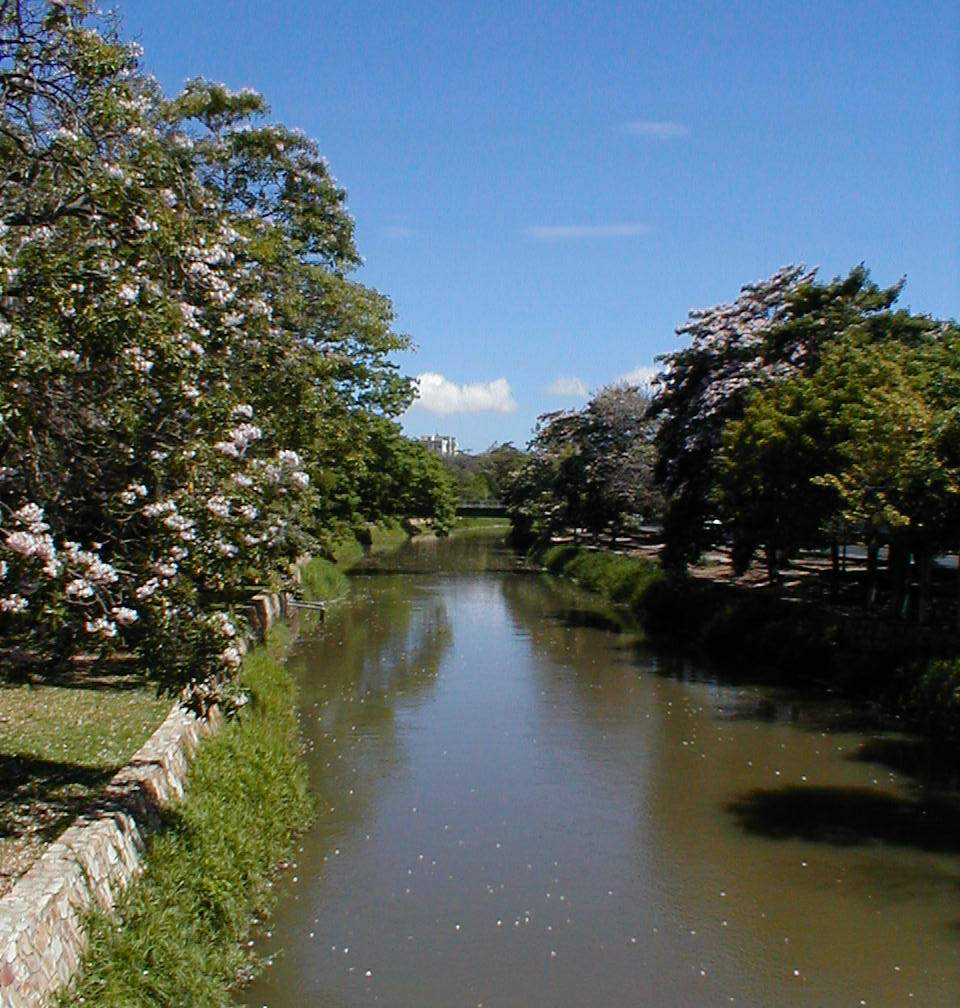
Río Manzanares.

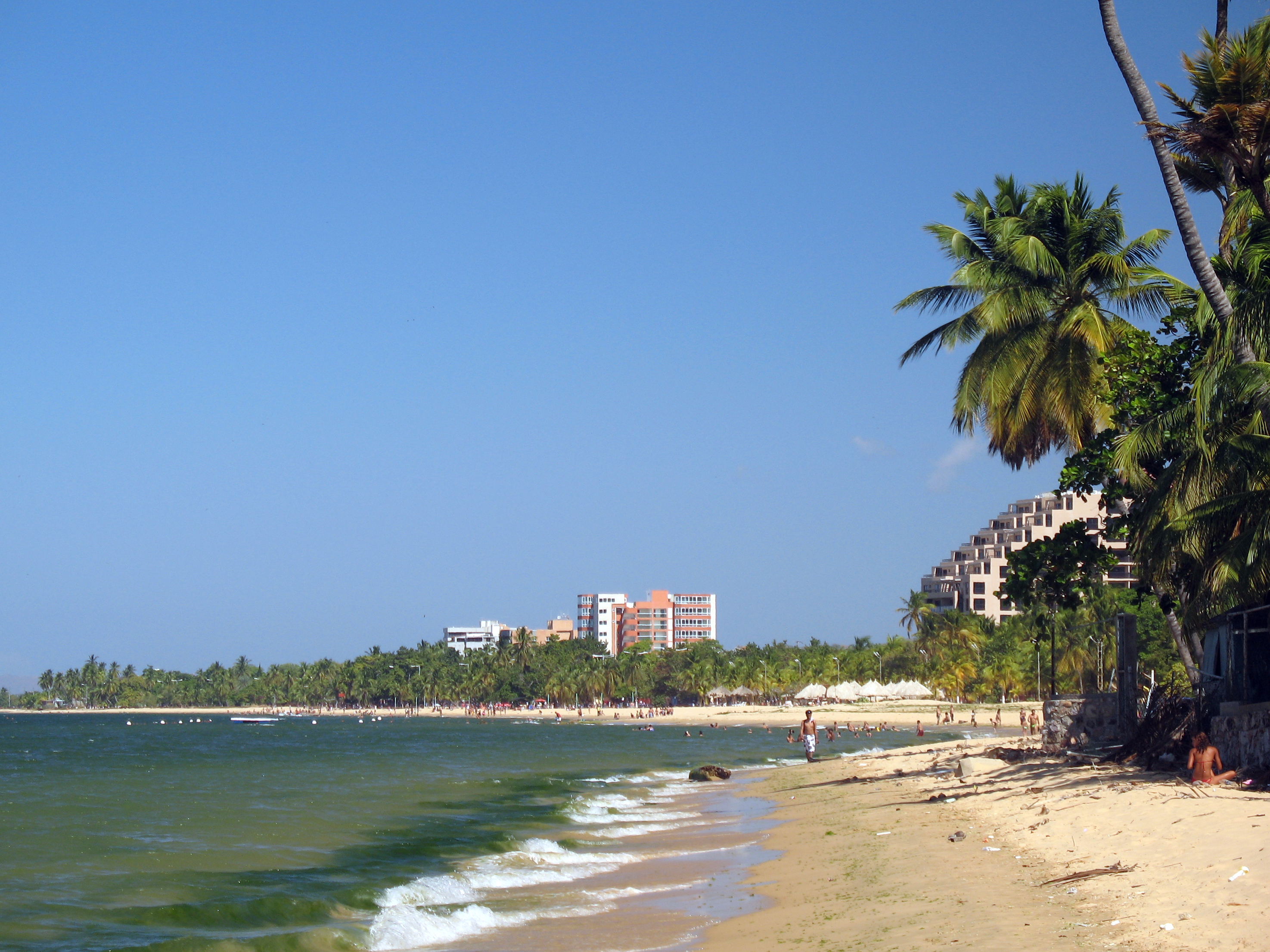
Playa San Luis de Cumaná.

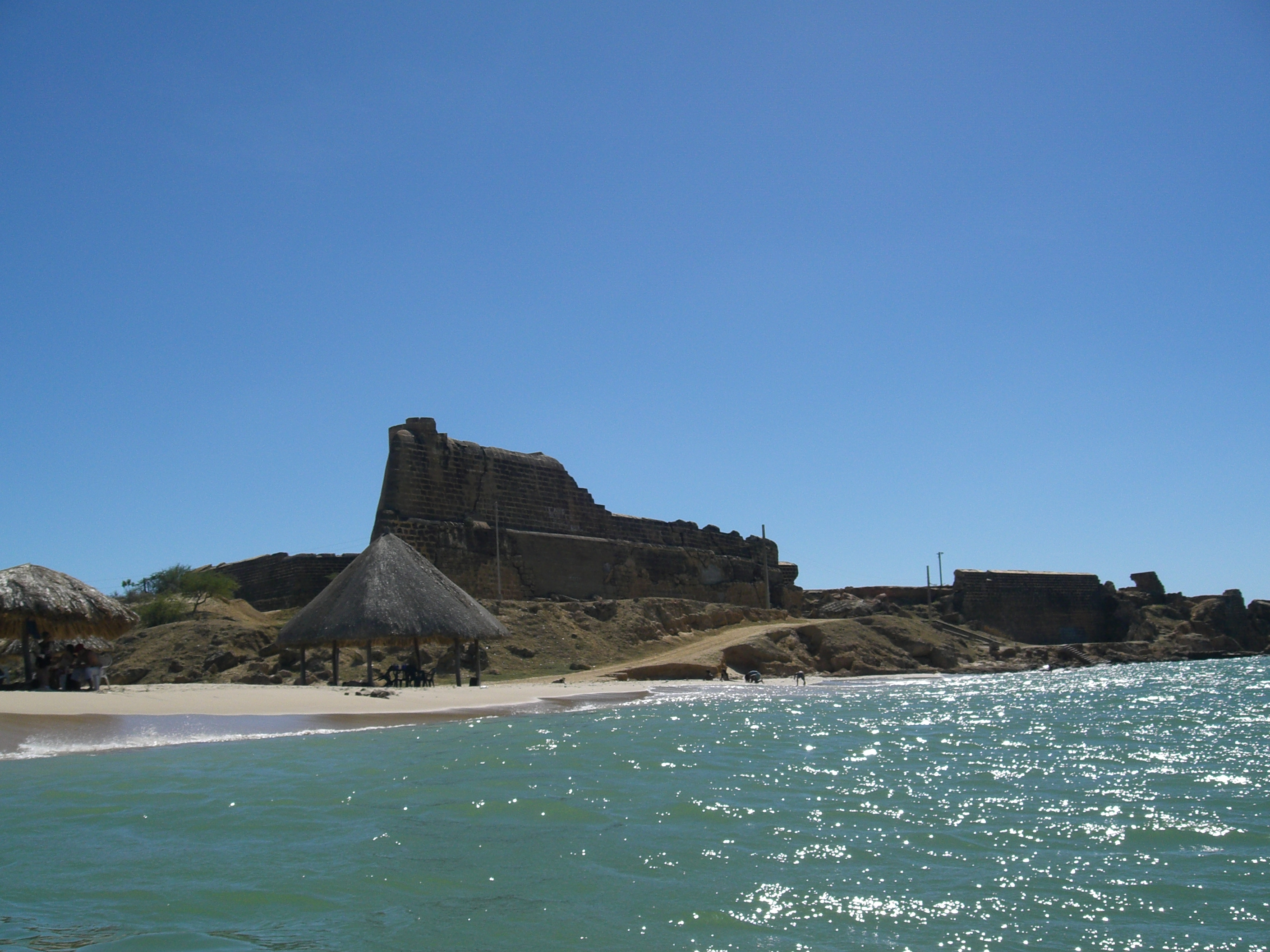
Castillo de Araya.

## Economía
La economía del estado está basada en la pesca, donde es el principal productor pesquero del país, efectivamente, casi el 50% de la producción nacional le corresponde a este estado y suple el 95% de la materia prima a la industria elaboradoras de productos pesqueros.
También la agricultura y el turismo, pero, este último principalmente, uno de los lugares más turísticos de Venezuela, es el parque nacional Mochima, una zona protegida por el estado venezolano compartida entre el Estado Anzoátegui y Sucre. Este parque es un lugar único, en el cual hay una gran cantidad de islotes y cayos que la conforman, además de que tiene una gran flora y fauna en toda su extensión. El parque es un gran lugar turístico muy conocido por los venezolanos y de más allá. En la pesca, uno de los estados que más resalta es el estado Sucre con un gran porcentaje, algunos de los estados que más resaltan con este son los estados Nueva Esparta y Falcón, entre otros.

### Recursos
- Recursos pesqueros: Atunes, pargos, sardinas, entre otros.
- Recursos vegetales: Cacao, café, caña de azúcar, Sábila,  entre otros.
- Recursos forestales: Madera común, robles, algarrobo, entre otros.
- Productos de Recursos Industriales : Gas natural e Sus derivados, Petróleo y Refinación.
- Recursos minerales: Azufre, Sal, entre otros.
- Recursos energéticos: Se ha determinado que en el estado Sucre existen fuentes de Energía geotérmica (calculado en 150 MW como primera aproximación) y energía eólica.

## Turismo
Las principales áreas turísticas son el parque nacional Mochima con variados paisajes marinos del Caribe, playas grandes e islas pequeñas en toda su extensión, varias especies de aves, peces, moluscos y otros animales. La península de Araya es otro de varios lugares resaltantes, con un paisaje desértico, similar a la cercana Isla de Margarita
Pertenecen al Estado Sucre las siguientes islas protegidas del parque nacional Mochima:
- Islas Caracas: Caracas del Este, Caracas del Oeste, etc.
- Isla Los Muertos.
- Islas Arapo.
- Isla Ancha.
- Isla Cuadrada.
- Isla Santa Marta.[8]

### Patrimonios
| Naturales                  | Edificados                                                               |  |
| -------------------------- | ------------------------------------------------------------------------ |  |
| Golfo de Cariaco           | Ateneo de Cumaná                                                         |  |
| Golfo de Paria             | Ateneo de Carúpano                                                       |  |
| Parque nacional Mochima    | Ateneo de Güiria                                                         |  |
| Península de Araya         | Casa natal de Cruz Salmerón Acosta                                       |  |
| Península de Paria         | Casa natal del poeta Andrés Eloy Blanco. Cumaná                          |  |
| Playa Pui-Pui              | Casa natal del poeta José Antonio Ramos Sucre. Cumanà                    |  |
| Playa Pescadores           | Entre Playa Colorada y Arapito                                           |  |
| Playa Arapo                | Castillos San Antonio de la Eminencia y Santa María de la Cabeza. Cumaná |  |
| Playa Arapito              | Convento de San Francisco. Cumanà                                        |  |
| Playa El Castillo          | Basílica de Santa Inés. Cumanà                                           |  |
| Playa San Luis             | Catedral Santa Rosa de Lima                                              |  |
| Fuente Termal de Poza Azul | Iglesia Santa Catalina se Siena                                          |  |
| Playa Tío Pedro            | Museo Gran Mariscal de Ayacucho. Cumanà                                  |  |
| Playa Quetepe              | Museo Contemporáneo. Cumanà                                              |  |
| Playa Medina               | Museo de Arqueología e Historia. Cumanà                                  |  |
| Playa Patilla              | Museo Quinal                                                             |  |
| Playa Los Uveros           | Museo municipal                                                          |  |
| Playa Puerto Martínez      | Museo histórico de Carúpano                                              |  |
| Aguas de Moisés            | Museo Irapari                                                            |  |
| Turimiquire                | Catedral Metropolitana de Cumaná                                         |  |

## Política y gobierno
El Estado es autónomo e igual en lo político al resto de la República, organiza su administración y sus poderes públicos por medio de la Constitución del Estado Sucre, dictada por el Consejo Legislativo y que fue publicada en gaceta oficial extraordinaria del Estado Sucre número 742, el 13 de noviembre de 2002.

### Poder ejecutivo
Está compuesto por el gobernador del Estado Sucre y un grupo de Secretarios Estadales. El Gobernador es elegido por el pueblo mediante voto directo y secreto para un periodo de cuatro años y con posibilidad para reelección para periodos iguales, siendo el encargado de la administración estatal.
Desde 1989 Sucre elige a un gobernador, hasta ese año los gobernadores eran designados directamente desde el Poder Ejecutivo Nacional, el actual gobierno del Estado es dirigido por Jhoanna Carrillo Malavé del Partido Socialista Unido de Venezuela electa para el periodo 2025-2029.

### Poder legislativo
La legislatura del Estado recae sobre el Consejo Legislativo del Estado Sucre, unilateral, cuyos miembros son elegidos por el pueblo mediante el voto directo y secreto cada cuatro años, pudiendo ser reelegidos por dos períodos consecutivos, bajo un sistema de representación proporcional de la población del Estado y sus municipios. El Estado cuenta con once legisladores regionales.

## Himno del Estado Sucre
Coro
¡Pueblo altivo! Blasona la Historia
de tus hijos la gesta marcial,
te da Sucre su nombre de gloria
y Ayacucho su lauro inmortal.
I
Tres cuarteles tu escudo prestigian,
y en el oro, el zafiro y escarlata
de tu suelo figuran la grata armonía de dones de paz;
en el cuerno colmado de frutos, 
la bondad prodigiosa del suelo, 
y en la palma que se alza hacia el cielo, 
¡heroísmo, virtud, libertad!
II
El dorado esplendor de tus playas
es promesa de pan laborioso,
como es tu pasado glorioso,
de un futuro de pródigo bien;
la más bella porción de Oriente
en fronteras cordiales encierras
y es silvestre en tus pródigas tierras
el prestigio marcial del laurel.
III
En ti se une por gracia remota
el laurel al olivo sagrado,
convertiste la espada en arado
y tus dianas en himnos de amor.
Como en cumbre eminente culmina
de tus pueblos la fama procera,
y es el nombre de Sucre, bandera
en perenne demanda de ¡Unión!
Letra : Ramón David León
Música: Benigno Rodríguez Bruzual.